# Medalha Charles P. Daly
A Medalha Charles P. Daly é um prémio atribuído pela American Geographical Society aqueles que se distinguiram no campo da geografia.
Este prémio em honra de Charles P. Daly, presidente da American Geographical Society de 1864 a 1899, foi atribuído pela primeira vez em 1902.

## Laureados[1]
- 1902: Robert E. Peary
- 1906: Thorvald Thoroddsen
- 1908: George Davidson
- 1909: Charles Chaille-Long, William W. Rockhill
- 1910: Grove Karl Gilbert
- 1912: Roald Amundsen
- 1913: Alfred Hulse Brooks
- 1914: Albrecht Penck
- 1915: Paul Vidal de la Blache
- 1917: George G. Chisholm
- 1918: Vilhjalmur Stefansson
- 1920: George Otis Smith
- 1922: Adolphus Washington Greely, Ernest de K. Leffingwell, Sir Francis Younghusband
- 1924: Claude H. Birdseye, Knud Rasmussen
- 1925: Robert A. Bartlett, David L. Brainard
- 1927: Alois Musil
- 1929: Emile Felix Gautier, Filippo de Filippi
- 1930: Nelson H. Darton, Lauge Koch, Joseph B. Tyrrell
- 1931: Gunnar Isachsen
- 1935: Roy Chapman Andrews
- 1938: Alexander Forbes[desambiguação necessária]
- 1939: Herbert John Fleure
- 1940: Carl Ortwin Sauer
- 1941: Julio Garzon Nieto
- 1943: Sir Halford J. Mackinder
- 1948: Henri Baulig
- 1950: Laurence Dudley Stamp
- 1952: James Mann Wordie
- 1954: John Kirtland Wright
- 1956: Raoul Blanchard
- 1959: Richard Hartshorne
- 1961: Theodore Monod
- 1962: Osborn Maitland Miller
- 1963: Henry Clifford Darby
- 1964: Jean Gottmann
- 1965: William Skinner Cooper
- 1966: Torsten Hagerstrand
- 1967: Marston Bates
- 1968: O. H. K. Spate
- 1969: Paul B. Sears, William O. Field
- 1971: Gilbert F. White
- 1973: Walter Sullivan
- 1974: Walter A. Wood
- 1978: Roman Drazniowsky
- 1985: Wolfgang Meckelein
- 1986: Donald W. Meinig
- 1991: Robert P. Sharp
- 1999: John R. Mather